# Монтекио (Ла Специја)
Монтекио је насеље у Италији у округу Ла Специја, региону Лигурија.
Према процени из 2011. у насељу је живело 19 становника. Насеље се налази на надморској висини од 141 м.